# Армия освобождения Руанды
Армия освобождения Руанды (фр. Armée pour la Libération du Rwanda, ALiR) — повстанческая группировка, в основном состоявшая из членов Интерахамве и вооруженных сил Руанды, осуществлявщих в 1994 году геноцид в Руанде. Действуя в основном в восточных районах Демократической Республики Конго вдоль границы с Руандой, она осуществляла нападения на протяжении второй войны в Конго против вооружённых сил Руанды и Уганды. 
В 2000 году ALIR договорилась об объединении с движением сопротивления хуту, базирующимся в Киншасе, о создании Демократических сил освобождения Руанды.